# 三浦愛
三浦 愛（みうら あい、1989年11月24日 - ）は、日本の女性レーシングドライバー。
身長154cm、血液型:B型。

## 人物・来歴
奈良県出身。趣味は自転車。大阪産業大学工学部機械工学科卒業。
父や兄の影響でレースの道へ。12歳の時、初めてレーシングカートのレースに出場し優勝を遂げる。以後、カートで腕を磨く。大学では、ソーラーカープロジェクトのドライバーを務め、鈴鹿サーキットでのソーラーカーレースに出場し、幾度も優勝している。
カートでの活躍が認められエクセディからの支援を受け、2011年にスーパーFJ（鈴鹿）に参戦。大学卒業後は、エクセディの社員となり広報部に在籍しながら2012年よりフォーミュラチャレンジ・ジャパン（FCJ）に参戦。
2014年より女性ドライバーとして18年振りとなる全日本F3選手権（Nクラス）に参戦を開始。鈴鹿サーキットで開催された開幕戦で3位表彰台を獲得し、続く第2戦で女性ドライバーとして初の優勝を飾り、最終的にシリーズ4位に終わった。2015年も引き続き全日本F3選手権のNクラスに参戦、3勝をあげシリーズ2位となる。
2016年から2018年はB-MAX RACING、2019年はスリーボンドより全日本F3選手権（Cクラス）に参戦。
2020年は、LHG Racing with YLTからKYOJO CUPに参戦。また、スーパーライセンスより髙橋知己に代わってフォーミュラ・リージョナル・ジャパニーズ・チャンピオンシップにスポット参戦し、もてぎ大会では3位表彰台を獲得した。

## 戦績
- 2001年 - SL名阪 最終戦 FP3-Fクラス 優勝
- 2002年 - 鈴鹿選手権 RSOクラス 参戦
- 2003年
  - 鈴鹿選手権 02OPENクラス シリーズ3位
  - 鈴鹿選手権 J-RMCクラス シリーズ6位
- 2004年
  - RotaxMax Juniorクラス シリーズ2位
  - 鈴鹿選手権 J-RMCクラス シリーズ2位
  - Macau International Kart GP JrMAXクラス 11位
  - アジアパシフィック選手権 MAXクラス 9位
- 2005年
  - RotaxMax Juniorクラス シリーズ5位
  - 鈴鹿選手権 J-RMCクラス シリーズ2位
  - EuroChallenge in UK Juniorクラス 18位
- 2006年
  - RotaxMax Seniorクラス シリーズ4位
  - 瑞浪チャレンジカップ RMCクラス シリーズ2位
  - EuroChallenge in Italy Seniorクラス 31位
  - Ausutria Seniorクラス 28位
  - Belgium Seniorクラス リタイア
  - Macau International Kart GP SrMAXクラス 6位
- 2007年
  - RotaxMax Seniorクラス シリーズ19位
  - EuroChallenge Seniorクラス 参戦
- 2008年
  - RotaxMax Seniorクラス シリーズ8位
  - ジャパンオープンマスターズシリーズ 参戦
- 2009年
  - RotaxMax Seniorクラス シリーズ11位
  - ジャパンオープンマスターズシリーズ 参戦
  - FIA ソーラーカーレース鈴鹿 優勝
- 2010年
  - Rotax Max Seniorクラス シリーズ9位
  - FIA ソーラーカーレース鈴鹿 優勝
- 2011年
  - 鈴鹿クラブマンレース S-FJクラス シリーズ10位
  - FIA ソーラーカーレース鈴鹿 2位
- 2012年
  - FCJ 参戦
  - FIA ソーラーカーレース鈴鹿 優勝
- 2013年
  - FCJ 参戦
  - FIA ソーラーカーレース鈴鹿 優勝
  - F4 スポット参戦（最高位 5位）
- 2014年
  - 全日本F3選手権（Nクラス） シリーズ4位（優勝1回）
  - FIA ソーラーカーレース鈴鹿 優勝
- 2015年
  - 全日本F3選手権（Nクラス） シリーズ2位（優勝3回）
  - FIA ソーラーカーレース鈴鹿 優勝

- 2020年
  - FIA フォーミュラ・リージョナル・ジャパニーズ・チャンピオンシップ スポット参戦（最高位 3位）

### 全日本フォーミュラ3選手権
| 年     | チーム                  | エンジン        | クラス | 1       | 2        | 3       | 4        | 5        | 6        | 7       | 8       | 9        | 10      | 11       | 12       | 13      | 14       | 15       | 16      | 17      | 18      | 19      | 20      | 21     | 順位 | ポイント |
| ------ | ----------------------- | --------------- | ------ | ------- | -------- | ------- | -------- | -------- | -------- | ------- | ------- | -------- | ------- | -------- | -------- | ------- | -------- | -------- | ------- | ------- | ------- | ------- | ------- | ------ | ---- | -------- |
| 2014年 | EXEDY RACING TEAM       | トヨタ          | N      | SUZ1 9  | SUZ2 9   | TRM1 11 | TRM2 Ret | TRM3 10  | OKA1 14  | OKA2 11 | FSW1 11 | FSW2 8   | TRM1 9  | TRM2 14  | SUG1 Ret | SUG2 12 | FSW1 Ret | FSW2 12  |         |         |         |         |         |        | 4位  | 55       |
| 2015年 | EXEDY RACING TEAM       | トヨタ          | N      | SUZ1 8  | SUZ2 11  | TRM1 10 | TRM2 11  | TRM3 11  | OKA1 Ret | OKA2 10 | FSW1 11 | FSW2 11  | OKA1 10 | OKA2 11  | FSW1 12  | FSW2 10 | TRM1 12  | TRM2 10  | SUG1 12 | SUG2 11 |         |         |         |        | 2位  | 123      |
| 2016年 | EXEDY B-MAX RACING TEAM | トヨタ          |        | SUZ1 10 | SUZ2 10  | FSW1 10 | FSW2 8   | OKA1 9   | OKA2 Ret | SUZ1 8  | SUZ2 9  | FSW1 Ret | FSW2 16 | TRM1 10  | TRM2 10  | OKA1 10 | OKA2 9   | SUG1 Ret | SUG2 10 | SUG3 10 |         |         |         |        | NC   | 0        |
| 2017年 | B-MAX RACING TEAM       | VW              |        | OKA1 9  | OKA2 Ret | OKA3 9  | SUZ1 5   | SUZ2 6   | FSW1 9   | FSW2 6  | OKA1 4  | OKA2 6   | SUZ1 10 | SUZ2 7   | FSW1 5   | FSW2 8  | TRM1 Ret | TRM2 7   | TRM3 10 | AUT1 7  | AUT2 8  | SUG1 8  | SUG2 6  |        | 8位  | 11       |
| 2018年 | B-MAX RACING TEAM       | VW              |        | SUZ1 7  | SUZ2 11  | SUG1 11 | SUG2 12  | FSW1 Ret | FSW2 7   | OKA1 8  | OKA2 9  | OKA3 C   | TRM1 10 | TRM2 9   | TRM3 11  | OKA1 6  | OKA2 10  | OKA3 C   | SUG1 16 | SUG2 13 | SUG3 10 | SUG4 12 | FSW1 7  | FSW2 8 | 12位 | 1        |
| 2019年 | ThreeBond Racing        | ThreeBond TOMEI |        | SUZ1 10 | SUZ2 9   | AUT1 12 | AUT2 11  | AUT3 10  | OKA1 13  | OKA2 11 | OKA3 12 | SUG1 10  | SUG2 10 | FSW1 Ret | FSW2     | SUG1    | SUG2     | SUG3     | TRM1    | TRM2    | TRM3    | OKA1 10 | OKA2 10 |        | NC   | 0        |